# Neocuterebra squamosa
Neocuterebra squamosa är en tvåvingeart som beskrevs av Grunberg 1906. Neocuterebra squamosa ingår i släktet Neocuterebra och familjen styngflugor. Inga underarter finns listade i Catalogue of Life.